# Penny Slinger
Penny Slinger, née en 1947 à Londres, est une artiste[pas clair].

## Biographie
Penny Slinger naît en 1947 à Londres. Elle est diplômée du Chelsea College of Art en 1969, avec une thèse basée sur les travaux de Max Ernst.
Penny Slinger est connue pour sa perspective surréaliste sur la libération sexuelle et la transgression de soi. L'ensemble de son œuvre se compose de plusieurs médiums différents, dont le collage, la vidéo et la sculpture. Sa relation étroite avec Max Ernst est à l'origine de l'influence que le surréalisme européen joue dans son travail.
Elle vit en Californie.

## Publications
- Tarot, Jessica Hundley (éd.), Penny Slinger, Johannes Fiebig et Marcella Kroll, traduit de l’anglais par Florence Maruéjol, Taschen, coll. « La Bibliothèque de l’ésotérisme », Cologne, 2020, 520 pages.  (ISBN 978-3-8365-7987-2)